# Ханшин Тайгасу
„Ханшин Тайгасу“ (на японски: 阪神タイガース, Hanshin Taigāsu) е професионален бейзболен отбор от Япония. Играе в Централната лига. Екипът е базиран в Нишиномия, префектура Хього, и е собственост на Ханшин Електрик Рейлуей Ко. Лтд., дъщерно дружество на Ханкю Ханшин Холдингс Инк.
„Ханшин Тайгасу“ е един от най-старите професионални отбори в Япония, основан през 1935 г. Те играят първия си сезон през 1936 г. като „Осака Тайгасу“ и приемат сегашното име на отбора през 1961 г.
Отборът играе на стадион „Ханшин Кошиен“, един от трите големи бейзболни стадиона с естествена трева в Япония и най-старият стадион в страната; построен през 1924 г. През 1934 г. стадионът е посетен от американската бейзболна легенда Бейб Рут по време на обиколка на звездите от Висшата бейзболна лига на САЩ. Има паметник в памет на това посещение на територията на стадиона.
Феновете на „Ханшин Тайгасу“ са известни като може би най-фанатичните и отдадени фенове в целия японски професионален бейзбол. Те често превъзхождат числено феновете на домакинския отбор в мачовете на Тигрите като гост. Някога са имали лоша репутация заради грубо и конфликтно поведение, но в наши дни сбиванията са рядкост.
Към 2023 г. мениджър на отбора е Акинобу Окада.